# Pierazzo (cráter)

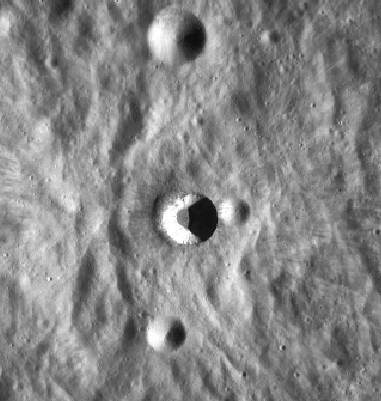
Fotografía de la misión Lunar Reconnaissance Orbiter

Pierazzo es un pequeño cráter de impacto perteneciente a la cara oculta de la Luna. Se encuentra dentro de la sección norte-noroeste de la inmensa falda de materiales eyectados que rodea la cuenca de impacto del Mare Orientale. Al sur se halla el anillo de montañas que forman los Montes Cordillera. Al oeste, mucho más cercano, se sitúa el cráter Lents.
|  |

Este cráter posee un amplio y tenue sistema de marcas radiales que se extiende por más de 100 km en todas direcciones.
El cráter fue nombrado por la UAI en 2015 en memoria de la científica planetaria italiana Elisabetta Pierazzo (1963-2011).